# Miconia tetrandra
Miconia tetrandra är en tvåhjärtbladig växtart som först beskrevs av Olof Swartz, och fick sitt nu gällande namn av David Don. Miconia tetrandra ingår i släktet Miconia och familjen Melastomataceae. Inga underarter finns listade i Catalogue of Life.